# Gotlandsdricka

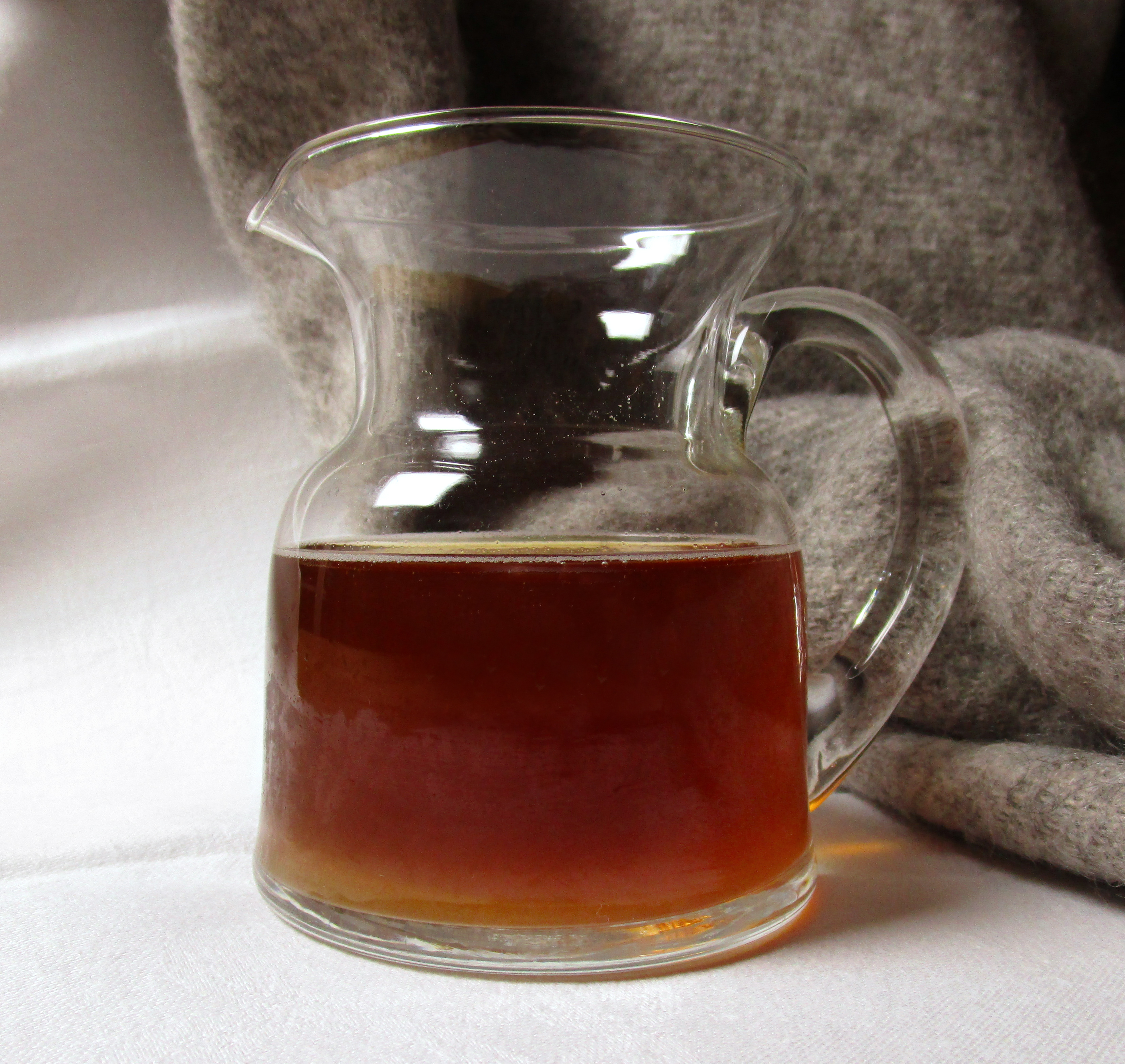
Gotlandsdricka

Gotlandsdricka (på gutniska drikke eller drikko, i bestämd form drikku) är ett gotländskt hembryggt öl. Drickan är nära besläktad med både ale och den traditionella finska ölen sahti.

## Brygden
Drikke är en traditionell, hembryggd och opastöriserad alkoholhaltig maltdryck som bryggs på Gotland. Traditionell gotlandsdricka görs med hjälp av malt, enris, humle (humlekottar), vatten, någon typ av socker och jäst. 
Eftersom drikke har bryggts överallt på den gotländska landsbygden med variationer på recept beroende på  socken, gård och familj, kan drikke variera i smak. Exempelvis är det inte alla som tillsätter humle.. Drycken karaktäriseras av en röksmak eftersom maltet torkar med rök i en gotländsk "kölna" och en låg beska jämfört med andra ölsorter. Drycken är oftast mörkgul till gulbrun och något grumlig När drycken ännu inte är jäst, så kallad vört, ska den silas och rinna av och är då mycket söt. Det kallas "lännä". 
På södra Gotland var det även vanligt att man tillsatte honung, vilket resulterar i en sötare brygd. Vissa lägger i en sockerbit när de dricker sin drikke. Eftersom gotlandsdricka är en färskvara dricks den ofta när den fortfarande jäser. Beroende på hur mycket socker som tillsätts under bryggningen varierar alkoholhalten; ju mer socker desto starkare drikke.

## Historia
Mältningen och bryggningen var ett fysiskt påfrestande arbete. Traditionellt var det kvinnorna som stod för både mältningen och bryggandet, som var en del av självhushållets sysslor. Männen var i regel inte delaktiga i bryggningen, förutom att bära vatten och ved samt att skaffa enris. Det var enligt tidiga könsrollsmönster otänkbart för en man att brygga.
Förr användes bottensatsen vid föregående brygd som jäst, så kallad hemjäst. Vid nutida bryggning av drikke används oftast vanlig pressjäst eller möjligtvis öljäst.  Socker var en dyr råvara förr och det är ett nyare påfund att tillsätta vanligt socker i sin brygd. Under första och andra världskriget var tillgången på socker liten och andra sötningsmedel som sackarin, sockerbetor eller potatis användes. Sockerbetor var effektivt, men även morötter, potatis, rödbetor eller frukt kunde användas. Ville man ha en starkare drikke förr fick man tillsätta mer malt och man saknade socker. För att få extra stark drikke kunde vissa även lägga i snus eller brännvin.  
Från början serverades drikke även till vardags, och kan likställas med mjölkens funktion, exempelvis kunde man ha dricke i sin risgrynsgröt. Det pekar mot att även barn förr serverades drikke eller svagdricka, då mjölken inte alltid var så lätt att få tag på och saft inte hörde till vardagligheterna. Den starkaste och bästa gotlandsdrickan skulle sparas till jul, påsk och familjehögtider. Numera bryggs drikke oftast i samband med bröllop, årsdagar eller hembygdsfester snarare än till vardags. 
Att säga exakt när gotlandsdricka började bryggas är svårt. Bryggartraditioner spreds över kontinenten från öst till väst under folkvandringstiden på 300–700-talen. Vikingarna sökte sig österut och det sägs att de seglade förbi Gotland för att hämta öl på väg till Konstantinopel.
Enbärsdricka och björksav var förr alternativ till gotlandsdrickan, men sågs som något sämre ersättning. Enbärsdrickan ansågs vara en "fattigmansdryck".

## Kommersiell tillverkning
När Medeltidsveckan på Gotland började år 1984 både bryggdes och såldes drikke på medeltidsmarknaden. Serveringen och försäljningen av drikke stoppades 2001 eftersom det inte gick att uppskatta alkoholhalten i drycken samt att försäljningen bröt mot flera paragrafer i alkohollagen. En annan anledning till att drikke inte säljs kommersiellt är att den är en färskvara och därför svår att bevara på flaska. Drycker som inte är tillverkade i livsmedelsgodkända lokaler får heller inte lov att serveras på restauranger .  
Ett bryggeri i Texas, Jester King Brewery, tillverkar och säljer däremot en ale, inspirerad av gotlandsdricka, kommersiellt .
Burgsviks bryggeri på Gotland har en öl inspirerad av drikke, som de kallar Dricku.